# 브루스 마일즈
브루스 마일즈(Bruce Myles, 1940년 11월 29일 ~ )는 오스트레일리아의 영화 감독, 영화배우이다.
시드니에서 태어났다.

## 영화
- 피터팬 (2003년)
- 퀸 오브 뱀파이어 (2002년)
- 뱅크 (2001년)
- 우먼스 테일 (1991년)
- 달콤한 사기꾼 (1991년)
- 브레이커웨이 (1990년)
- 어둠 속의 외침 (1988년)
- 제로지대 (1987년)